# Litultovice
Litultovice là một chợ huyện thuộc huyện Opava, vùng Moravskoslezský, Cộng hòa Séc.